# 陕西省中医医院

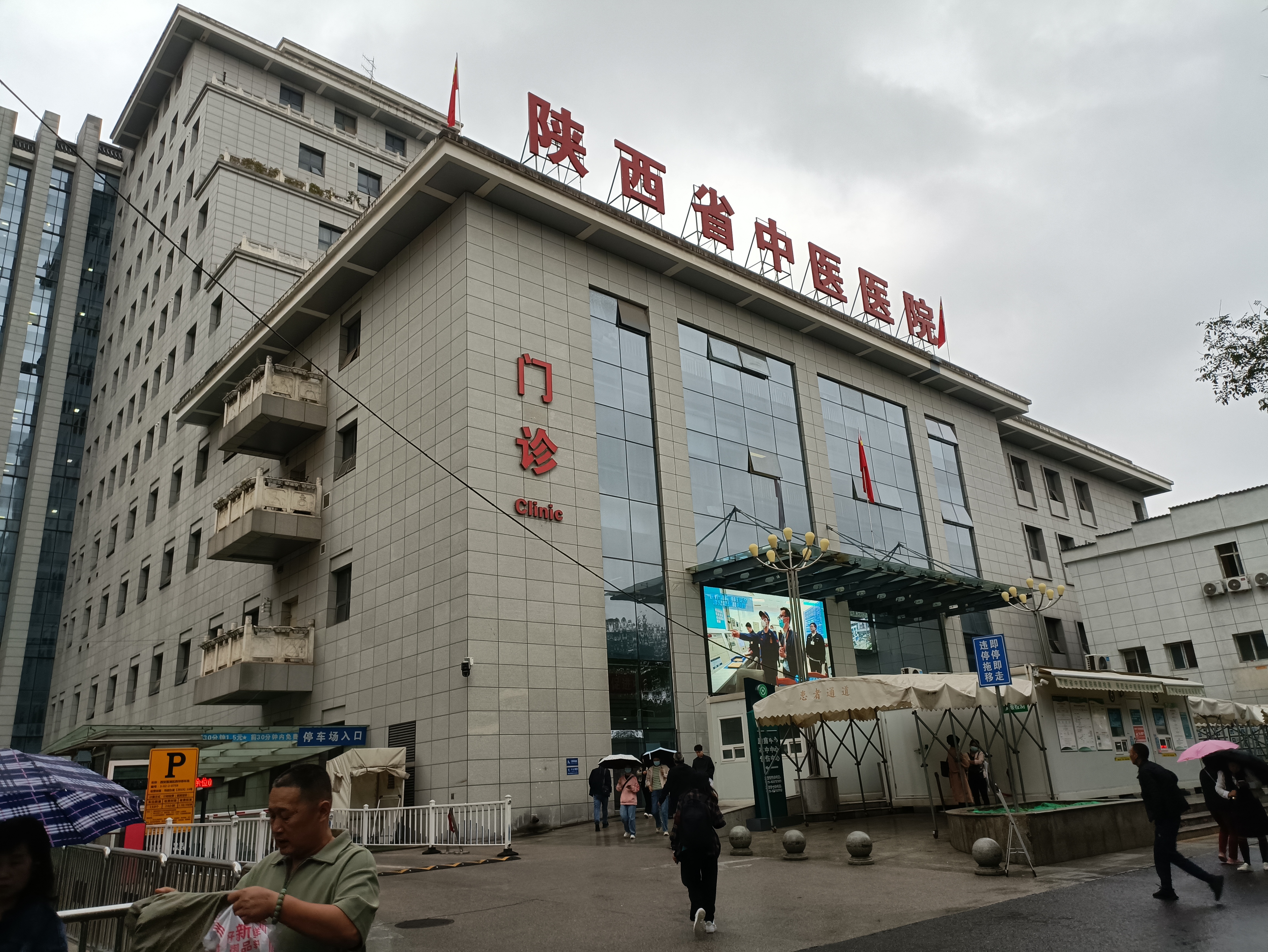
陕西省中医医院

陕西省中医医院是中華人民共和國陝西省西安市一家三級甲等醫院，歷史可以追溯到1956年9月成立的陕西省中医药研究院。2001年9月10日，陝西省中醫藥研究院附属医院、陝西省中醫藥研究院肛肠医院合併成立陕西省中医医院，並且與陕西省中医药研究院实行一个机构两块牌子的管理模式。

## 外部連結
- 官方网站